# Mieczysław Żywczyński
Mieczysław Żywczyński (ur. 13 stycznia 1901 w Warszawie, zm. 21 lutego 1978 w Lublinie) – polski duchowny rzymskokatolicki, historyk, profesor zwyczajny Wydziału Teologii Katolickiego Uniwersytetu Lubelskiego.

## Życiorys
Był synem Władysława i Emilii z Piekutów. Do szkoły powszechnej uczęszczał w Warszawie. W 1921 ukończył Gimnazjum im. św. Stanisława Kostki w Płocku. Tu też ukończył seminarium duchowne, gdzie nawiązał bliższą znajomość z (późniejszym księdzem patriotą) Leonardem Świderskim. Święcenia kapłańskie otrzymał w 1926 roku. Studiował na Uniwersytecie Warszawskim filozofię (pracę magisterską Wielka Emigracja i Kościół pisał pod kierunkiem prof. Marcelego Handelsmana; obrona w roku 1930). Dzięki stypendium przebywał kilkakrotnie we Włoszech, Szwajcarii i Austrii (1930, 1932, 1935, 1937). W 1933 uzyskał stopień doktora na podstawie rozprawy Geneza i następstwa encykliki „Cum primum” z 9 VI 1832 r. Watykan i sprawa polska w latach 1830–1837.
Po wybuchu II wojny światowej został wysiedlony z Płocka, tracąc zgromadzone rękopisy i bibliotekę. Przebywał w Łowickiem i Kieleckiem (1939-1941). Następnie przybył do Warszawy. Tutaj od 1942 uczestniczył w wyższym tajnym nauczaniu na Uniwersytecie Ziem Wschodnich. W 1945 habilitował się na Wydziale Teologii Katolickiej Uniwersytetu Warszawskiego. Od 1946 był wykładowcą Katolickiego Uniwersytetu Lubelskiego. Objął na nim Katedrę Historii Kościoła. W 1954 otrzymał tytuł profesora nadzwyczajnego, a w 1966 tytuł profesora zwyczajnego.
Był współorganizatorem Instytutu Historii Kościoła KUL. W badaniach naukowych początkowo skupił się na stosunku Kościoła katolickiego do ruchów społecznych w Europie, później głównym kierunkiem jego zainteresowań stały się dzieje powszechne. Jego synteza historii XIX w. do 1871 r., opublikowana w 1964 r., doczekała się łącznie trzynastu wydań (w tym dwóch z dodrukami) i do dziś stanowi jeden z podstawowych podręczników akademickich. Związany z ruchem tzw. „księży patriotów” i środowiskiem „Pax” (działalność w Komitecie Intelektualistów i Działaczy Katolickich).
Pod jego kierunkiem prace pisali Czesław Bartnik, Zygmunt Zieliński oraz Jan Kracik.

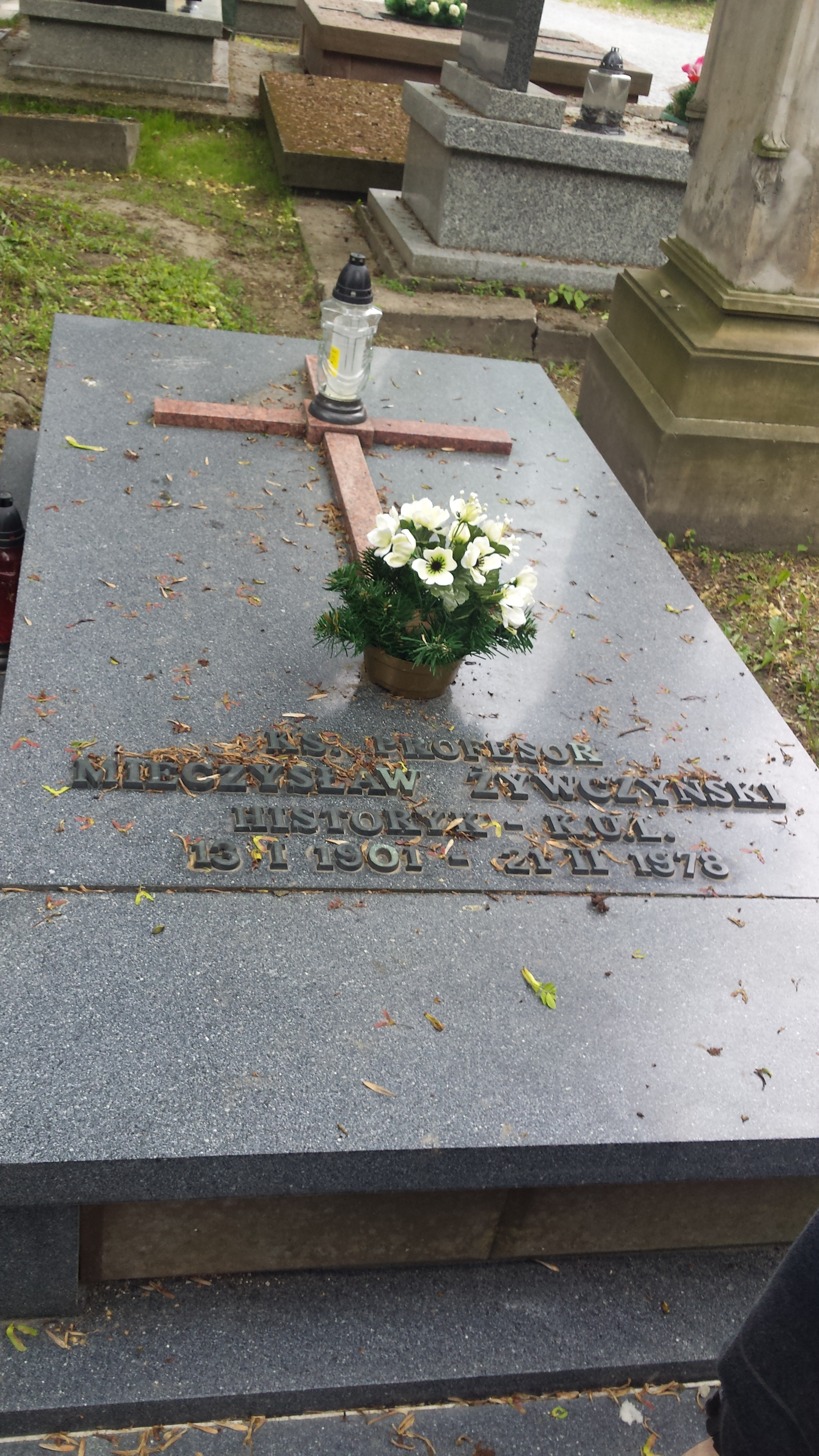
Grób ks. prof. Mieczysława Żywczyńskiego na cmentarzu przy Lipowej

## Publikacje
- Geneza i następstwa encykliki „Cum primum” z 9 VI 1832 r. Watykan a sprawa polska w latach 1830–1837, Towarzystwo Naukowe Warszawskie, Warszawa 1935
  - skrócona wersja: Watykan wobec powstania listopadowego, Universitas, Kraków 1995
- Papiestwo i papieże średniowiecza, Państwowe Wydawnictwo Książek Szkolnych, Lwów 1938
- Kościół i rewolucja francuska, Instytut Wydawniczy „Pax”, Warszawa 1951 (wznowienie: Universitas, Kraków 1995)
  - przekład niemiecki: Die Kirche und die französische Revolution, Koehler, Leipzig 1953
- Metternich w świetle nowszej historiografii, „Kwartalnik Historyczny” 68.2 (1961), s. 423–433.
- Historia powszechna 1789–1870, Wydawnictwo Naukowe PWN, Warszawa 1964 (wyd. II 1967, wyd. III 1975, wyd. IV [„VII”] z poprawkami Zygmunta Zielińskiego 1996, ostatnie wznowienie 2015)
- Włochy nowożytne 1796–1870, PWN, Warszawa 1971
- Szkice z dziejów radykalizmu chrześcijańskiego, Instytut Wydawniczy „Pax”, Warszawa 1976
- Kościół i społeczeństwo pierwszych wieków, red. Franciszek Stopniak, Instytut Wydawniczy „Pax”, Warszawa 1985
- Franciszek – największy święty, jakiego zna historia, red. Stanisław Celestyn Napiórkowski, Wydawnictwo Ojców Franciszkanów, Niepokalanów 2000

## Rękopisy
Pozostawił po sobie mocno osobisty dziennik z lat 1948–1949 i 1952–1969, noszący również cechy zapisków o charakterze intymnym. Dotyczy on jego działalności o charakterze społeczno-politycznym, naukowym i życia codziennego. Ważne miejsce zajmuje w nim złożona sytuacja autora na Katolickim Uniwersytecie Lubelskim, zwłaszcza po 1956 r. Sporo charakterystyk współczesnych mu duszpasterzy, w tym hierarchii kościelnej, działaczy katolickich i pracowników naukowych KUL.

## Odznaczenia
- Krzyż Oficerski Orderu Odrodzenia Polski (1954)[6]
- Złoty Krzyż Zasługi (1952)[7].